# Халилов, Фархад Курбан оглы
Фархад Курбан оглы Халилов (азерб. Xəlilov Fərhad Qurban oğlu, 26 октября 1946, Баку) — советский и азербайджанский художник. Народный художник Азербайджана (2002), председатель Союза художников Азербайджана.

## Биография
Фархад Халилов родился 1946 году в Баку в семье государственного деятеля Курбана Халилова. В 1961—1966 годах учился в художественном училище имени Азима Азимзаде. Далее он продолжил своё образование в Москве в Строгановском училище и в 1969—1975 годах в Московском полиграфическом институте. В творчестве Фархада Халилова значимое место занимают Апшеронские мотивы — пляжи и виды Апшерона, а также населённые пункты Апшеронского полуострова, такие как Нардаран, Бузовна, Загульба, Маштага, Мардакан и другие.
В 1987 году Фархад Халилов был избран председателем Союза художников Азербайджана, он руководит, этим творческим союзом по сей день.
Работы художника неоднократно выставлялись как в странах бывшего СССР в том числе и в Третьяковской галерее, так и в Европе.
В 2006 году народный художник Азербайджана Фархад Халилов был награждён орденом «Слава» за заслуги в развитии азербайджанской культуры.

## Награды и звания
- Орден «Честь» (25 октября 2016 года) — за заслуги в развитии азербайджанской школы живописи[1].
- Орден «Слава» (25 октября 2006 года) — за заслуги в развитии азербайджанской культуры[2].
- Орден «Труд» I степени (23 ноября 2021 года) — за многолетнюю плодотворную деятельность в развитии и пропаганде азербайджанского изобразительного искусства[3].
- Кавалер ордена Искусств и литературы (2000 год, Франция)[4].
- Народный художник Азербайджана (30 мая 2002 года) — за заслуги в развитии изобразительного искусства Азербайджана[5].
- Заслуженный деятель искусств Азербайджанской ССР (7 мая 1988 года).
- Межгосударственная премия СНГ «Звёзды Содружества» (2016 год)[6]
- Медаль «Шараф» (2023 год, ТЮРКСОЙ)[7]
- Академик Российской академии художеств (2008 год, Россия)[8]
- Персональная пенсия Президента Азербайджанской Республики (13 апреля 2009 года)[9]